# Paragona cleorides
Paragona cleorides là một loài bướm đêm trong họ Erebidae.